# El lápiz del carpintero
El lápiz del carpintero és una pel·lícula de cinema espanyola del 2003 dirigida per Antón Reixa, basada en la novel·la O lapis do carpinteiro de Manuel Rivas, publicada en 1998. L'autor no va intervenir en el guió, tot i que va fer un cameo a la pel·lícula. Es va rodar a diversos indrets de Galícia durant nou setmanes i mitja i tenia un pressupost de 517 milions de pessetes.

## Argument
Herbal és un carceller franquista que viu de prop la història d'amor entre el metge republicà Daniel da Barca, tancat a la presó per les seves idees polítiques, i Marisa Mallo, la seva promesa que lluita per la seva llibertat.

## Repartiment
- Tristán Ulloa (Daniel Da Barca)
- Luis Tosar (Herbal)
- María Adánez (Marisa Mallo)
- Carlos Blanco Vila (Pintor)
- Nancho Novo (Zalo)
- María Pujalte (Beatriz)
- Manuel Manquiña (Benito Mallo)
- Anne Igartiburu (Mare Izarne 'monja')
- Maxo Barjas (Laura)
- Carlos Sobera (Landesa)
- Sergio Pazos (sergent Somoza)
- Xosé Manuel Esperante (Boldemir)

## Premis
Premis Goya 2004
| Categoria                 | Persona              | Resultat |
| ------------------------- | -------------------- | -------- |
| Millor direcció artística | Juan Pedro de Gaspar | Nominat  |
| Millor actriu secundària  | María Pujalte        | Nominada |

- Premi al millor actor i el del públic al Festival Internacional de Cinema de Mar del Plata (2004)
- Premi de l'audiència al Festival de Cinema d'Espanya de Tolosa de Llenguadoc (2004)[5]